# Цисин
Циси́н (кит. упр. 七星, пиньинь Qīxīng) — район городского подчинения городского округа Гуйлинь Гуанси-Чжуанского автономного района (КНР).

## История
В XX веке урбанизированная часть уезда Гуйлинь была выделена в отдельный город Гуйлинь. В 1979 году в составе Гуйлиня был создан район Цисин.

## Административное деление
Район делится на 4 уличных комитета и 1 волость.